# 윤숙자

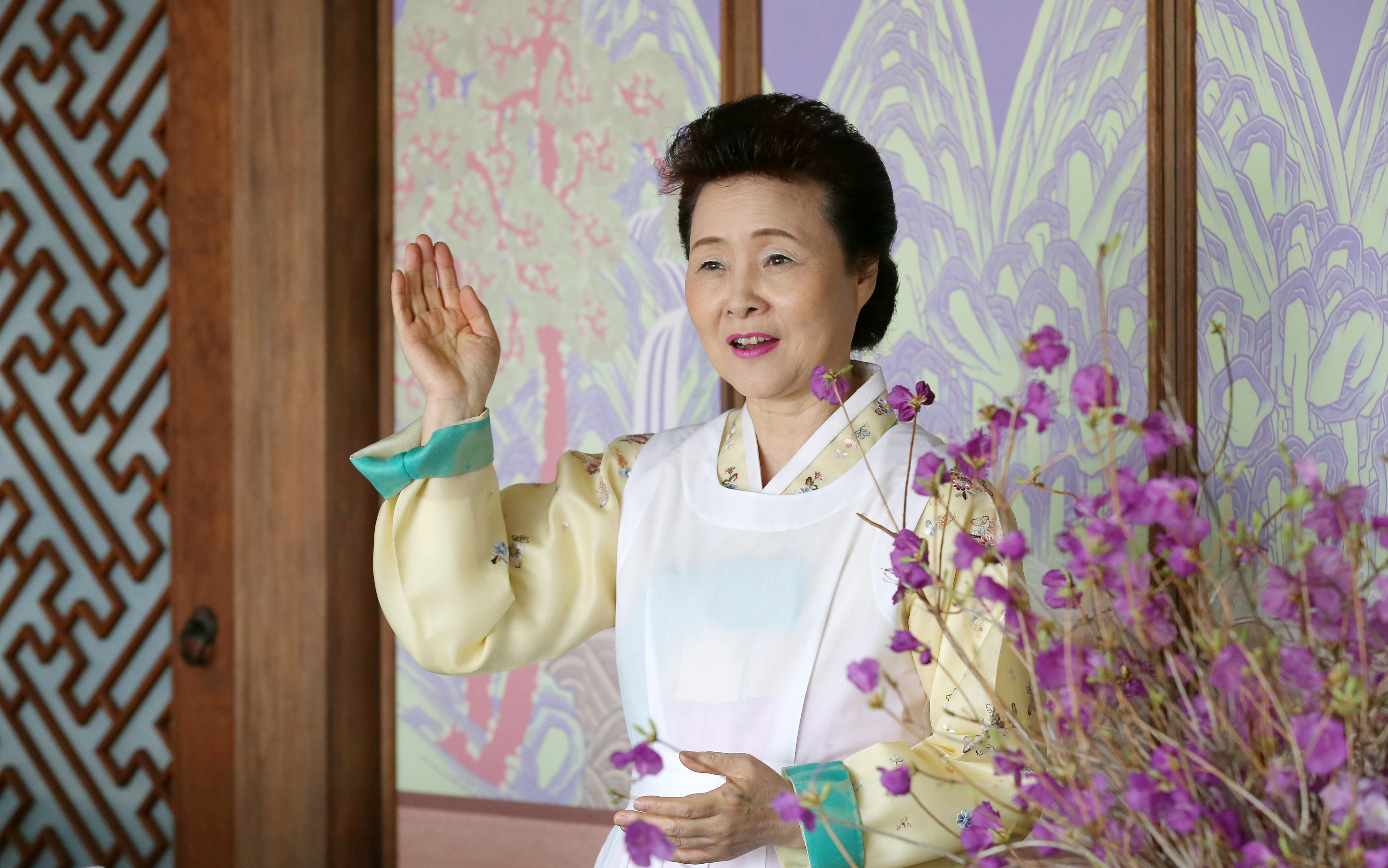
윤숙자

윤숙자(1948년 6월 6일 ~ )는 대한민국의 요리 연구가이자 대학교수이다. 덕성여자대학교 가정과 학사, 숙명여자대학교 식품영양학 석사과정과 단국대학교 식품영양학 박사과정을 졸업했다. 배화여자대학교 전통조리과 부교수를 역임했으며 현재 한국전통음식연구소 소장 겸 식품조리학과 교수를 맡고 있다.  또한 떡.부엌살림 박물관의 소장이다.
2007년 남북정상회담에서 남한측 답례만찬 책임자를 맡았다.

## 주요 저서
- <우리의 부엌살림> (1997년) (삶과 꿈)
- <한국전통음식> (1998) (지구문화사)
- <한국의 시절음식(時節飮食)> (2000년) (지구문화사)
- <쪽빛마을 한과> (2002년) (질시루)
- <떡이 있는 풍경>  (2003년) (질시루)
- <굿모닝 김치> (2003년) (질시루)
- <아름다운 혼례음식> (2006) (질시루)
- <한국의 떡 한과 음청류> (2006) (지구문화사)
- <아름다운 우리 술>(2007) (질시루)
- <윤숙자 교수와 함께하는 한국음식 기초조리> (2007) (지구문화사)
- <알고 먹으면 좋은 우리 식재료 Q&A> (2008) (지구문화사) - 최봉순, 최은희와 공저

### 편역
- <규합총서>(2003년)(질시루)
- <수운잡방>(2006년) (질시루)

### 감수 (아동도서)
- <너도나도 숟갈 들고 어서 오너라> (우리 나라 바로 알기 5 - 음식) (2006) (대교출판)
- <메주 꽃이 활짝 피었네> (음식 유물, 우리 유물 나들이 4) (2007) (중앙일보사)

## 같이 보기
- 한복려
- 도문대작
- 음식디미방